# Izumi-Kyōka-Literaturpreis
Der Izumi-Kyōka-Literaturpreis (jap. 泉鏡花文学賞, Izumi Kyōka Bungakushō)
wurde von der Stadt Kanazawa 1973 anlässlich des 100. Geburtstages und zum Andenken an den Schriftsteller Izumi Kyōka eingerichtet. Der Preis wird alljährlich an literarische Werke oder für die Leistungen eines Schriftstellers vergeben. Die Preisträger erhalten einen achteckigen Spiegel und ein Preisgeld in Höhe von 1 Million Yen. Der Preis wird für das Genre fantastische Literatur vergeben. Der Preis zeichnet sich dadurch aus, dass er sowohl an bekannte und etablierte Schriftsteller wie auch an Debütanten vergeben wird.

## Preisträger
- 1973 Hanmura Ryō für Musubi no yama hiroku (産霊山秘録) und Moriuchi Toshio für Tobu kage (翔ぶ影)
- 1974 Nakai Hideo für Akumu no karuta (悪夢の骨牌)
- 1975 Mori Mari für Amai mitsu no heya (甘い蜜の部屋)
- 1976 Takahashi Takako für Yūwakusha (誘惑者)
- 1977 Irokawa Takehiro für Ayashii raikyakubo (怪しい来客簿) und Tsushima Yūko für Kusa no fushido (草の臥所)
- 1978 Kara Jūrō für Hitode, kappa (海星・河童)
- 1979 Taku Mayumura für Shōmetsu no kōrin (消滅の光輪) und Kanai Mieko für Puratonteki ren'ai (プラトン的恋愛)
- 1980 Shimizu Kunio für Waga tamashii wa kagayaku mizu nari (わが魂は輝く水なり) und Mori Makiko für Yukionna (雪女)
- 1981 Shibusawa Tatsuhiko für Karakusa monogatari (唐草物語) und Tsutsui Yasutaka für Kyojintachi (虚人たち)
- 1982 Hino Keizō für Hōyō (抱擁)
- 1983 Saeguza Kazuko für Onidomo no yoru wa fukai (鬼どもの夜は深い) und Kohiyama Haku für Hikaru onna (光る女)
- 1984 Akae Baku für Kaikyō (海峡) und für Yakumo ga karoshita (八雲が殺した)
- 1985 Miyawaki Shunzō für Satsui no fūkei (殺意の風景)
- 1986 Masuda Mizuko für Single Cell (シングル・セル, shinguru seru)
- 1987 Kurahashi Yumiko für Amanon-koku ōkanki (アマノン国往還記) und Asaine Hideo für Shūji no hōrō (シュージの放浪)
- 1988 Awasaka Tsumao für Orizuru (折鶴) und Yoshimoto Banana für Moonlight Shadow (ムーンライト・シャドウ)  (im Erzählband Kitchen veröffentlicht)
- 1989 Isawa Taka für Nowaki sakaba (野分酒場) und Kitahara Aiko für Fukagawa miodōri kidoban-goya (深川澪通り木戸番小屋)
- 1990 Hikage Jōkichi für Doro kisha (泥汽車)
- 1991 Ui Angel für Odorou maya (踊ろう・マヤ)
- 1992 Sagisawa Megumu für Kakeru Shōnen (駆ける少年) und Shimada Masahiko für Higan sensei (彼岸先生)
- 1993 Yoshimoto Michiko für Mofuku no ko (喪服の子)
- 1994 nicht vergeben
- 1995 Akira Tsuji für Yume no hōi (夢の方位)
- 1996 Yū Miri für Full House (フルハウス, Furu hausu) und Yamada Eimi für Animal logic (アニマル・ ロジック, Animaru rojikku)
- 1997 Muramatsu Tomomi für Kamakura no obasan (鎌倉のおばさん) und Kyōgoku Natsuhiko für Warau iemon (嗤う伊右衛門)
- 1998 Tanabe Seiko für Dōton-bori no ame ni wakarete irai nari - Senryū sakka Kishimoto Suifu to sono jidai (道頓堀の雨に別れて以来なり──川柳作家・岸本水府とその時代)
- 1999 Yoshida Tomoko für Hako no otto (箱の夫) Tanemura Suehiro für Tanemura Suehiro no neo rabirintosu "Gensō no erosu" (種村季弘のネオ・ラビリントス「幻想のエロス」) u. a.
- 2000 Tawada Yōko für Hinagiku no ocha no baai (ヒナギクのお茶の場合)
- 2001 Kuze Teruhiko für Shōshōkan nichiroku (蕭々館日録) und Shōno Yoriko für Yūkai morimusume ibun (幽界森娘異聞)
- 2002 Nosaka Akiyuki für Bundan oyobi sore ni itaru bungyō (文壇 およびそれに至る文業)
- 2003 Maruya Saiichi für Kagayaku hi no miya (輝く日の宮) und Kirino Natsuo für Grotesk (グロテスク, Gurotesuku)
- 2004 Ogawa Yōko für Burafuman no maiso (ブラフマンの埋葬)
- 2005 Ryō Michiko für Rakuen no shima - Karukatta gensōkyoku (楽園の鳥–カルカッタ幻想曲–)
- 2006 Arashiyama Kōzaburō für Akutō Bashō (悪党芭蕉)
- 2007 Tatematsu Wahei für Dōgen Zenji (道元禅師) (Sonderpreis) und Ōtaka Fujio für Kyōka koiuta (鏡花恋唄)
- 2008 Nagi Keishi für Kusa suberi (草すべり) u. a. Erzählungen, und Yokoo Tadanori für Buruu rando (Blue land) (ぶるうらんど)
- 2009 Chihaya Akane für Iogami (魚神)
- 2010 Shinoda Masahiro für Kawaramono no susume, shie to shura no kioku (河原者ノススメ―死穢と修羅の記憶)
- 2011 Setouchi Jakuchō für Fūkei (風景) und Yumemakura Baku Ōedo chōkaku-den (大江戸釣客伝)
- 2012 Kakuta Mitsuyo für Nakata no ko (かなたの子)
- 2013 Isozaki Kenichirō für Ōko raikon (往古来今)
- 2014 Nakajima Kyōko für Tsuma ga shiitake datta koro (妻が椎茸だったころ) und Koike Masayo für Tamamono (たまもの)
- 2015 Nagano Mayumi für Meido ari (冥途あり) und Shinohara Katsuyuki für Koppū (骨風)
- 2016 Kawakami Hiromi für Ōkina tori ni sarawarenai-yō (大きな鳥にさらわれないよう)
- 2017 Matsuura Rieko für Saiai no kodomo (最愛の子ども)
- 2018 Yamao Yūko für Tobu kujaku (飛ぶ孔雀)
- 2019 Tanaka Shin’ya für Hiyoko taiyō (ひよこ太陽)
- 2020 Takagi Nobuko für Shōsetsu Ise-monogatari — Narihira (小説伊勢物語　業平)
- 2021 Murata Kiyoko für Ane no shima (姉の島)
- 2022 Ōhama Fumiko für Hidamari no hate (陽だまりの果て)
- 2023 Kitamura Kaoru für Mizu — Hon no shōsetsu (水　本の小説) und Asahina Aki für Anata no moeru hidarite de (あなたの燃える左手で)
- 2024 Harada Maha für Sakaue ni saku (坂上に咲く)

## Auswahlkomitee
- Itsuki Hiroyuki
- Murata Kiyoko
- Muramatsu Tomomi
- Kanai Mieko
- Arashiyama Kōzaburō